# HD60240
HD60240 — хімічно пекулярна зоря спектрального класу
B9 й має видиму зоряну величину в смузі V приблизно  9,8.

## Пекулярний хімічний склад
Зоряна атмосфера HD60240 має підвищений вміст 
Si
.